# Castillo Oda
El Castillo Oda  (小田城, Oda -jō) fue un castillo japonés de planicie (平城 hirashiro),  ubicado  en  la actual ciudad de  Tsukuba, en la Prefectura de Ibaraki, Japón. 
Actualmente, la parte sur de la Prefectura de Ibaraki es una vasta llanura, pero en la época medieval el lago Kasumigaura era más extenso y buena parte de esta área estaba cubierta por lagos y ríos. Así, esta zona estaba dividida en pequeños feudos separadas por las aguas y sostenidas por varios pequeños señores feudales, entre ellos, el clan Oda de Hitachi, fue el más tradicional y poderoso.

## Ubicación

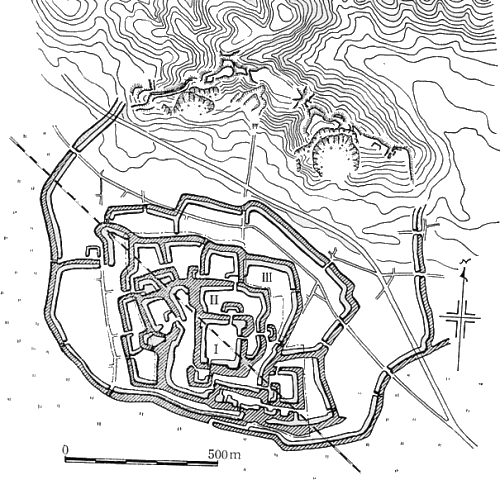
Plano del Castillo Oda

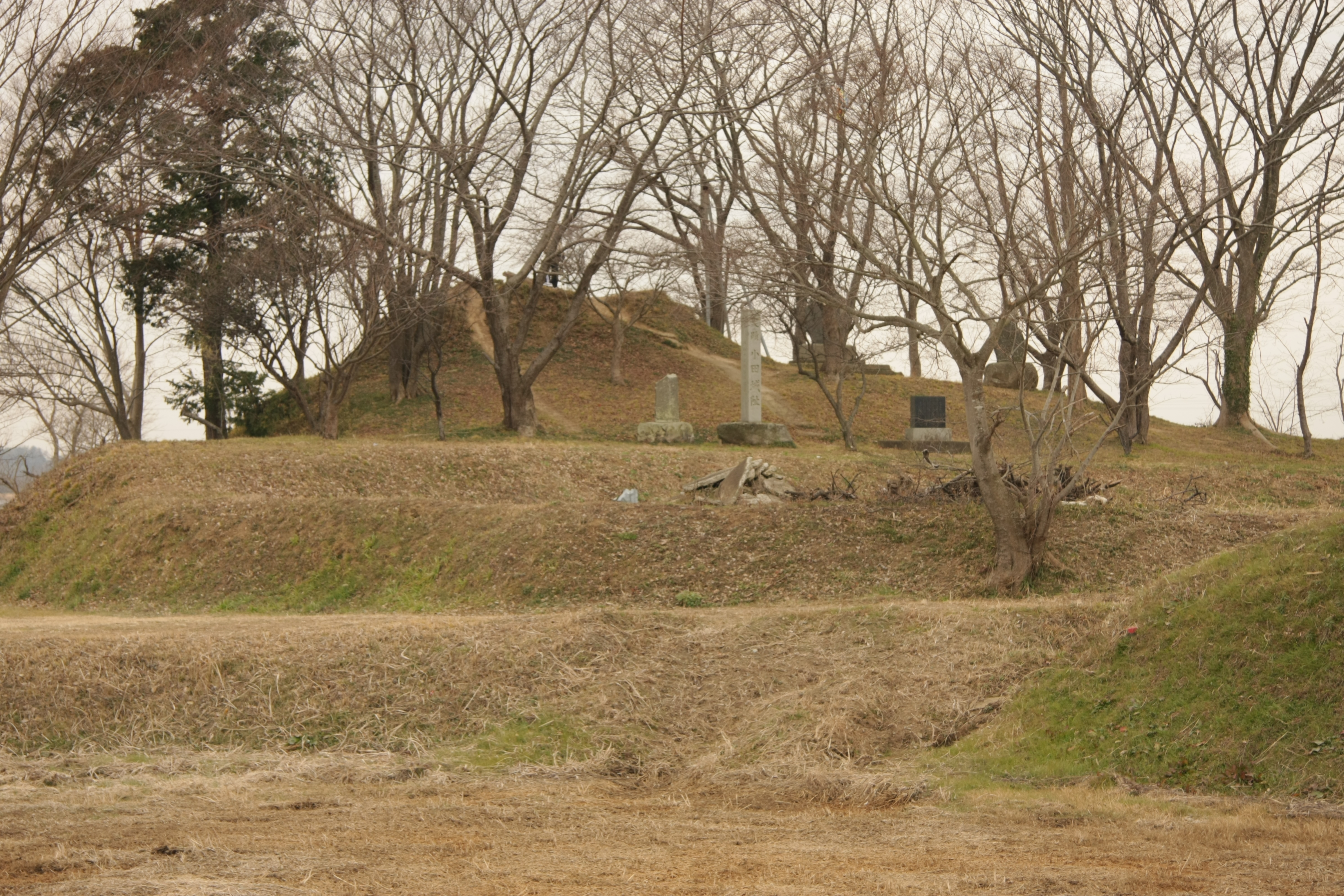
Sitio del Castillo Oda

Dirección: 〒306-4223, 2377 Oda, Tsukuba, Ibaraki.
Planos y vistas satelitales: 36°09′02.0″N 140°06′39.2″E / 36.150556, 140.110889
El sitio del Castillo Oda está ubicado a 5 kilómetros al sur del monte Tsukuba (desde el Castillo Oda se observa el monte Tsukuba), en la parte suroeste de la Provincia de Hitachi (hoy Prefectura de Ibaraki). Alrededor de esta área, el río Sakura (桜川) fluye desde el lado norte del monte Tsukuba a través de una pendiente oeste y luego sureste con dirección al lago Kasumigaura. El lugar está situado en una pequeña altura de la llanura cerca al río Sakura y aunque era un castillo llano era resguardado por el río.

## Historia
El clan Hatta fue el constructor del castillo a finales del siglo XII, renombrado más adelante al Clan Oda (Hitachi).
El clan Oda (小 田氏) de Hitachi. fue un importante clan japonés de la Provincia de Hitachi. Se consideraba descendiente de Hatta Tomoie (八田知家, 1142-1218) que ayudó a Minamoto no Yoritomo a establecer el shogunato Kamakura. Este clan no tiene ningún vínculo con el famoso Clan Oda (織田氏) de la Provincia de Owari, al cual perteneció siglos después Oda Nobunaga (1534-1582), considerado uno de los tres grandes unificadores de Japón. 

### Período Kamakura
Durante el período Kamakura el clan Oda del país de Hitachi, fueron los dueños del castillo. Pero en ese período Kamakura, el clan Hōjō, vasallo del Shogunato Kamakura, se expandió al país de Hitachi y el clan Oda perdió gradualmente poder. Frente a esta situación, en el momento del  anti Shogunato Kamakura promovido por el Emperador Go-daigo (1288-1339) a principios del siglo XIV, el clan Oda apoyo al emperador Go-daido.

### Período Muromachi
Después de la abolición del Shogunato Kamakura en 1333, el Emperador Go-daigo y Ashikaga Takauji (1305-1358), un señor poderoso, lucharon ferozmente y Ashikaga creó el Shogunato Ashikaga. El clan de Oda permaneció al lado del Emperador Go-daigo, durante el período Nanbokuchō en el conflicto entre las Corte del norte y Corte del sur en el siglo XIV, por lo tanto el clan Oda apoyó a la Corte del sur.
En 1338, Kitabatake Chikafusa (1293-1354), un noble y líder militar del Emperador Go-daigo, fue a la región de Kantō para buscar apoyo y se instaló en el Castillo Oda. Chikafusa permaneció en el castillo alrededor de un año y allí escribió su famoso "Jinno Shotoki" (Crónicas de los linajes auténticos de los emperadores divinos) durante su estancia.
Las fuerzas del Emperador Go-daigo se debilitaron contra el shogunato fundado por el clan Ashikaga, y el clan Oda finalmente se rindió al shogunato. A pesar de que la posición de gobernar la región fue para el clan Satake que apoyaba al clan Ashikaga durante el Período Muromachi, el clan Oda todavía era un clan tradicional de la región de Kantō, junto con el clan Utsunomiya o el clan Satake.
Sin embargo, debido a su limitación geográfica y accidentes circundantes, el clan Oda no podía acrecentar su poder y se limitó a un pequeño feudo. 
Desde principios del siglo XVI, el clan Oda fue expuesto a la presión de los alrededores por clanes potentes como Go-Hōjō, Uesugi o Satake. Básicamente los clanes  Uesugi y Satake hicieron alianza contra los clanes Go-Hōjō y Oda. El clan Satake mantenía conflicto territorial con el clan Oda y durante este conflicto, el Castillo Oda se amplió en un gran castillo que tenía múltiples terraplenes y fosos.
Durante el conflicto contra los clanes Uesugi y Satake, Oda Ujiharu (1534-1602), líder del clan Oda en ese momento, perdió el Castillo Oda varias veces. Entre 1564 y 1566 el castillo fue ocupado por Uesugi Kenshin (1530-1578), un jefe militar de la Provincia de Echigo.
Pero cada vez Ujiharu que se retiró al Castillo Tsuchiura (en la ciudad de Tsuchiura), otro castillo del clan Oda, y con el apoyo de gente leal, Ujiharu recuperó el Castillo Oda cada vez.

### Período Azuchi-Momoyama
Durante la presión del clan Satake, el clan Oda Clan se fortaleció. El clan Satake contrató a Ōta Sukemasa (1522-1591), un talentoso samurái aliado a ellos, para atacar al clan Oda. En 1569, Ujiharu atacó pero fue derrotado por Sukemasa y Ujiharu se trasladó al Castillo Tsuchiura. Ujiharu estaba aún activo para recuperar el Castillo Oda, pero en 1573 el clan Satake ataca el Castillo Tsuchiura con un gran ejército y finalmente Ujiharu perdió este castillo también.
En general, el clan Oda perdió todos los castillos más importantes y el clan llegó a ser extinguido sustancialmente. Pero el clan Oda aún conserva la energía, y persistentemente trataría de recuperar el castillo en los próximos 20 años. A veces Ujiharu estuvo cerca de recuperar el Castillo Oda, pero al final no aconteció.
Como el clan Go-Hōjō fue derrotado por Toyotomi Hideyoshi (1537-1598)  en el asedio de Odawara en 1590, fue aprobado que el clan Satake gobernara todo el país de Hitachi; por lo tanto Ujiharu no podía volver al Castillo Oda, pero Ujiharu continúo ejerciendo resistencia.
El clan Satake mantuvo el Castillo Oda hasta después de la batalla de Sekigahara de 1600. Durante la batalla de Sekigahara, Satake Yoshinobu decidió permanecer neutral, por lo que fue transferido el clan Satake a la Provincia de Dewa después de la batalla de Sekigahara en 1602 por orden del shōgun Tokugawa Ieyasu; entonces Yoshinobu se trasladó y el Castillo Oda fue suprimido.

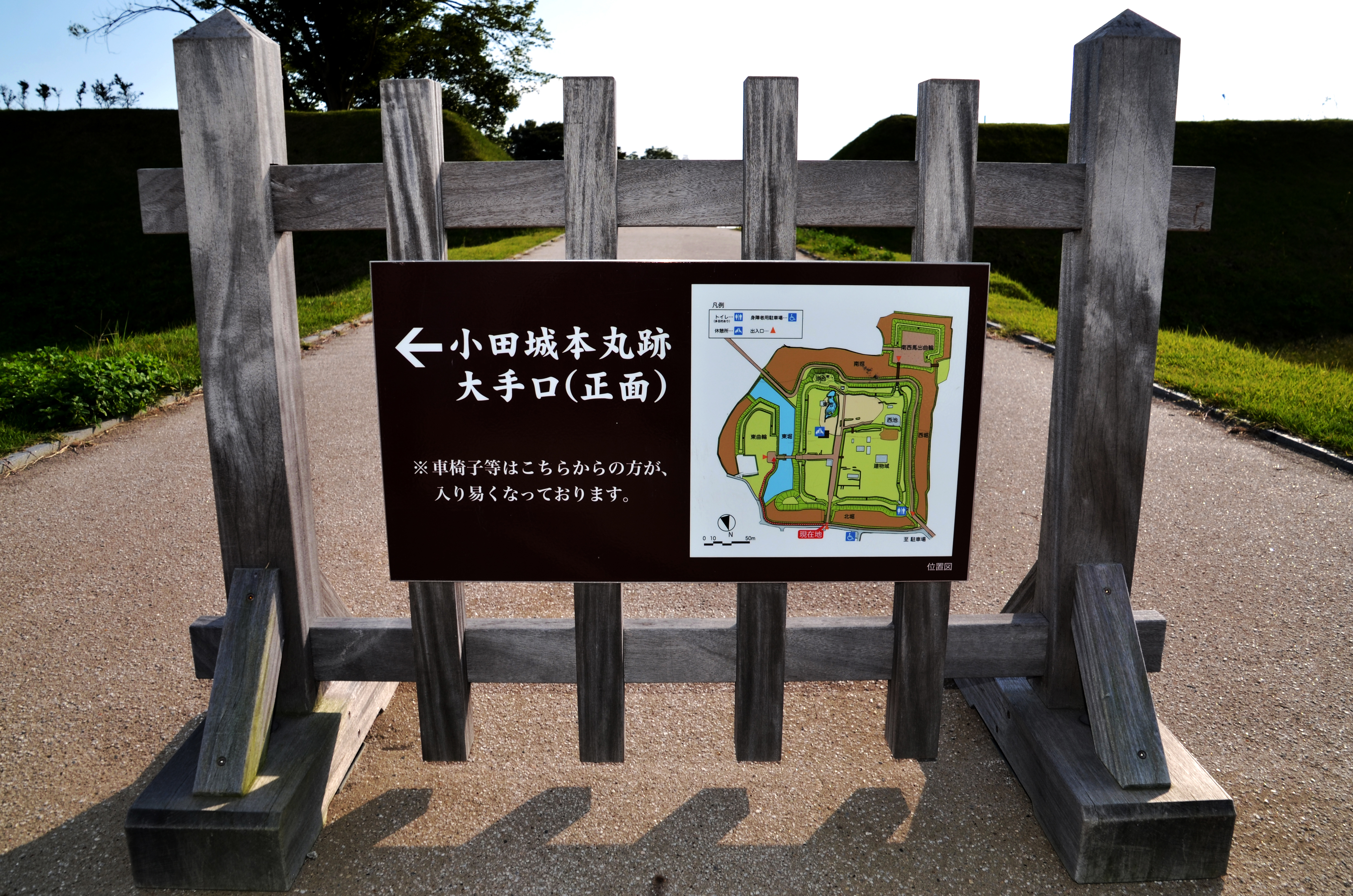
Entrada al Castillo Oda

### El castillo hoy en día
El castillo se encuentra en restauración. El recinto principal, algunos puentes, terraplenes y fosos han sido restaurados.

## Clanes en el dominio
Clanes gobernantes del Castillo Oda 
- Clan Oda (Hitachi) .

- Clan Uesugi .

- Clan Satake .